# Sono la tua donna
Sono la tua donna (I'm Your Woman) è un film del 2020 diretto da Julia Hart.
Negli anni settanta una donna è costretta a fuggire con il suo bambino a causa del tradimento del marito Eddie nei confronti dei suoi complici criminali. 

## Trama
Jean è felicemente sposata con Eddie, un criminale non meglio precisato e, non potendo avere figli, soffre nel ruolo di annoiata casalinga. Eddie, un giorno, torna a casa con un neonato maschio dicendo che è il loro figlio e lei, dopo qualche titubanza iniziale, comincia ad allevarlo come tale. Poco tempo dopo, una notte, Jean è svegliata da Jimmy, uno dei soci in affari di Eddie, che le consegna una borsa di soldi e le intima di darsi alla fuga consegnandola a Cal, un uomo che si preoccuperà di aiutarla. Jean apprende da Cal che Eddie è scomparso e che sia la polizia che la criminalità organizzata, lo stanno cercando. Cal porta Jean e il suo bambino, Harry, in una casa vuota di un imprecisato sobborgo, con la severa istruzione di non stringere amicizie o conoscenze.
Jean lotta contro la solitudine nel suo nuovo ambiente e, contravvenendo a quanto impartitole, fa amicizia con Evelyn, una vedova sua vicina che cerca compagnia. Dopo una passeggiata notturna con Harry, Jean si accorge che qualcuno ha fatto irruzione in casa sua e chiama un numero di emergenza che le aveva dato Cal, quindi scappa a casa di Evelyn. Lì, scopre alcuni ex soci di Eddie, che credono che Jean sappia dove trovarlo mentre Evelyn è già stata picchiata e imbavagliata. Cal irrompe tempestivamente e salva Jean e Harry, uccidendo tutti i presenti, compresa Evelyn. Jean è inorridita ma Cal le spiega che non poteva fare altrimenti e che il coinvolgimento di Evelyn è anche colpa sua.
Portati Jean e Harry in un nuovo nascondiglio, una baita isolata, le rivela che Eddie ha assassinato il suo capo Marvin, gettando la città in una guerra tra bande, con diverse fazioni che si contendono il territorio ora privo di un capo. A Jean si uniscono quindi Teri, la moglie di Cal, il loro giovane figlio Paul e l'anziano padre di Cal, Art, che le insegna a usare la pistola. Jean fa amicizia con Teri che le svela di essere stata precedentemente sposata con Eddie, dal quale scappò con il figlio a causa della sua natura violenta e autoritaria. Cal, dopo anni di quiescienza, è tornato a collaborare con Eddie solo per assolvere ad una vecchia promessa, ma ora potrebbe essere nei guai. Jean decide allora di unirsi a Teri per tornare in città a cercarlo.
Nella disavventua in città, Jean apprende che Paul è il figlio di Eddie e di Teri, quindi rintraccia finalmente Cal che la informa che Eddie è morto. Raggiunti da Teri che si è sbarazzata abilmente di alcuni inseguitori, i tre tentano di lasciare la città ma vengono intercettati da Mike, il boss di una gang rivale ed hanno un terribile incidente d'auto. Jean viene minacciata da Mike che non crede che Eddie sia morto e vuole conoscerne il nascondiglio. Con effetto sorpresa la donna tira fuori la pistola e fredda Mike. Torna sulla scena dell'incidente salva Teri e Cal per poi tornare alla baita. Qui trova Art morto, dopo aver ucciso due sicari verosimilmente mandati da Mike. Jean trova poi Paul con in braccio il piccolo Harry, sani e salvi nel ripostiglio segreto. Riunita la famiglia allargata, Jean riparte per prestare finalmente soccorso a Cal e Teri, feriti nell'incidente stradale precedente.

## Distribuzione
Il film è stato distribuito sulla piattaforma Amazon Prime Video a partire dall'11 dicembre 2020.